# Povijest Trinidada i Tobaga
Povijest Trinidada i Tobaga je povijest prostora današnje Republike Trinidada i Tobaga.

## Povijest
Otok Trinidad otkrio je Kristofor Kolumbo 31. srpnja 1498. Nazvao ga je Trinidad prema Svetom trojstvu. Starosjedioci na otoku su bila indijanska plemena porodice Arawakan i Cariban, ukupno njih 14: Chayma ili Chaima, Cumanagoto, Nepoio ili Nepuyo, Kalinago, Carib, Yao ili Yaio, Shebaio, Saluaio (Salive), Suppoyo (Seppoio), Pariagoto, Guayano, Warrau (Guarauan), Quaqua (Salivan), Carinepagoto. Od 1532. Španjolci su počeli indijance zarobljavati, pretvarati u robove i odvoditi na rad na druge otoke u Karipskom moru. Od 1592. Španjolci su bili trajno prisutni na otoku. Antonio de Berrio je iste godine otok Trinidad službeno proglasio posjedom Španjolske. Većinu stanovnika otoka su činili uglavnom domaći robovi i crnci iz Afrike. Na otoku Trinidad razvile su se velike plantaže šećerne trske. Nakon pobjede Britanaca nad udruženom francusko-španjolskom flotom, u bitci kod Sao Vicentea, 14. veljače 1797., Britanci su okupirali Trinidad. Francuzi su se, Amienskim mirom odrekli Trinidada 1802. Nakon ukidanja ropstva na otoku 1843., došlo je do uvoza jeftine radne snage iz Indije.
Tobago je otkrio Kolumbo 1498. Isprva se zvao Bella Forma, a kasnije je preimenovan u Tobago. Za razliku od Trinidada, Tobago je konstantno mijenjao vlasnika u ratovima između Francuske, Nizozemske i Engleske. Pariškim mirom 1763., Francuska je Tobago ustupila Velikoj Britaniji. Od 1814., Pariškim mirom, Tobago je u stalnom britanskom posjedu.
Od 1889. Trinidad i Tobago je zajedničko ime kolonije u vlasništvu Velike Britanije. 1958. Trinidad i Tobago postaje član Zapadnoindijske Federacije, a 1962. je proglasio samostalnost. Stranka People's National Movement, PNM, je pobijedila na izborima, a njen čelnik Eric Eustace Williams, postao prvi premijer 1962. – 1981. Trinidad i Tobago je 1962. pristupio Commonwealthu.